# Belmont (Bas-Rhin)
Belmont  (deutsch Schönenberg) ist eine französische Gemeinde mit 173 Einwohnern (Stand 1. Januar 2021) im Département Bas-Rhin in der Region Grand Est (bis 2015 Elsass).

## Geografie

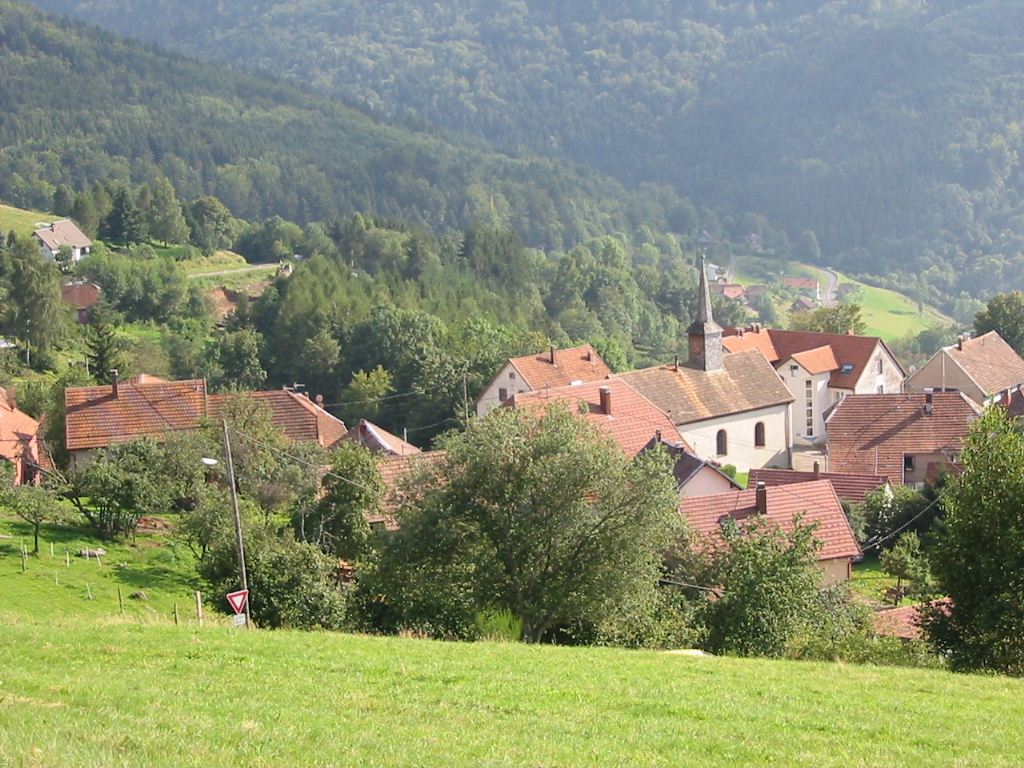
Blick auf Belmont

Die Gemeinde Belmont liegt in den Hochvogesen auf fast 800 m über dem Meer am Ende eines Seitentals der Schirgoutte, die in Fouday in die Breusch abfließt, 28 Kilometer nordwestlich von Sélestat und 55 Kilometer südwestlich von Straßburg.

Das 10,34 km² umfassende Gemeindegebiet ist bergig und stark bewaldet. Im Osten der Gemeinde erhebt sich der Bergkamm Crête des Myrtilles mit mehreren Erhebungen über 1000 m. Hier befinden sich drei Skigebiete (Grande Serva, Myrtilles und Vieux Pré) mit zusammen sieben Skiliften.

## Geschichte
Im 16. Jahrhundert wurde die Reformation durch die Familie von Rathsamhausen vollzogen. Durch den Frieden zu Frankfurt am Main 1871 kam Belmont zum neu gegründeten Deutschen Reich. Aufgrund der starken antifranzösischen Stimmung während des Ersten Weltkriegs wurde Belmont am 2. September 1915 durch kaiserliche Verordnung in Schönenberg umbenannt. Durch die Bestimmungen des Versailler Vertrags fiel Schönenberg wieder an Frankreich und die Namensänderung wurde rückgängig gemacht. 
Im Zuge des Westfeldzugs wurde Belmont zunächst von der deutschen Wehrmacht besetzt und anschließend unter deutsche Verwaltung gestellt. Das CdZ-Gebiet Elsaß war de facto ein Teil des Deutschen Reichs. Belmont erhielt erneut den Namen Schönenberg. Im Sommer 1942 wurde im Elsaß die Wehrpflicht eingeführt. Dies führte dazu, dass junge Männer aus Schönenberg zumeist gegen ihren Willen (Malgré-Nous) in die Wehrmacht oder Waffen-SS eingezogen wurden. Im Herbst 1944 wurde das Dorf von Truppen der Westalliierten zurückerobert und gehört seitdem wieder zu Frankreich.
Die Gemeinde fusionierte 1974 mit Bellefosse und Waldersbach und 1975 mit Fouday zur Gemeinde Le Ban-de-la-Roche. Seit dem 1. Januar 1992 ist Belmont wieder eine eigenständige Gemeinde. Heute ist sie Mitglied der Communauté de communes de la Vallée de la Bruche.

### Bevölkerungsentwicklung
| Jahr      | 1962 | 1968 | 1975 | 1982 | 1990 | 1999 | 2006 | 2013 | 2020 |
| Einwohner | 156  | 158  | 134  | 125  | 137  | 147  | 156  | 172  | 170  |

## Wappen
Wappenbeschreibung: In Blau ein silberner Dreiberg über dem eine gesichtete goldene Sonne schwebt.

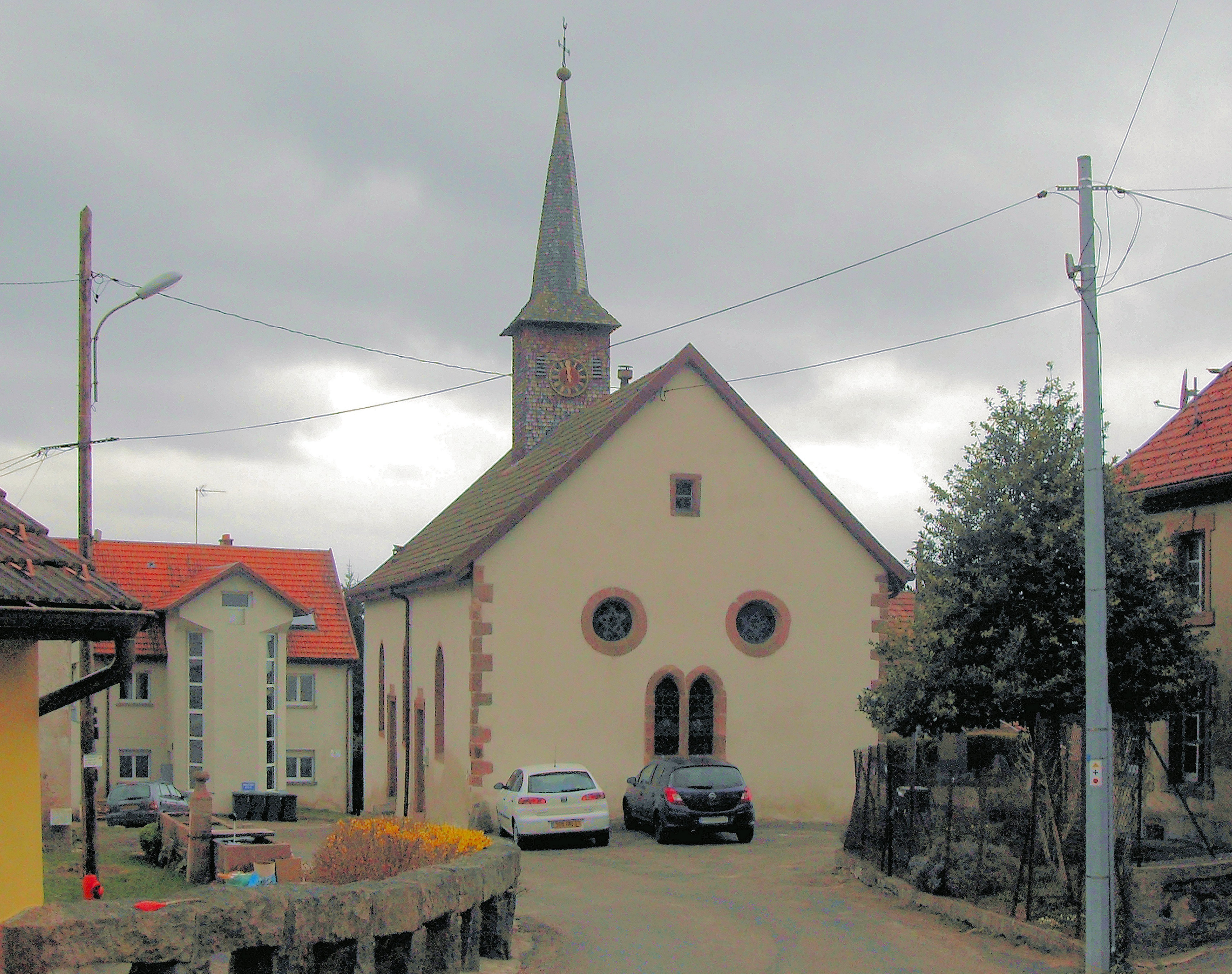
Protestantische Kirche Belmont